# Nicopoli
Nicopoli (in bulgaro Никопол?, 5000 abitanti circa) è una città della Bulgaria settentrionale, nella Provincia di Pleven, sulla riva destra del Danubio, a 4 km dalla confluenza con l'Osăm. Si estende su un ripido strapiombo calcareo lungo il Danubio e in una valle stretta.

## Storia
Situata nella Mesia (l'attuale Bulgaria), fu insediamento di origine barbarica costituito a polis autonoma da Filippo II di Macedonia.
Centro commerciale di primaria importanza posto sul Danubio e importante piazzaforte è più volte assediata e saccheggiata dalle popolazioni del basso Danubio a partire dal III secolo. Ritrova parte del suo splendore sotto l'Impero bizantino.
Durante il Medioevo fa parte del Regno Bulgaro, ma viene conquistata dai Turchi nel 1395; è posta sotto assedio nel 1396 dai Crociati e dagli Ungheresi, che vengono tuttavia sbaragliati dall'esercito ottomano guidato dal sultano Bayezid I (Battaglia di Nicopoli).
Sotto il dominio ottomano diventa un importante centro militare e amministrativo, con una fortezza e un fiorente vita economica, spirituale e politica, fino al declino nel corso dei secoli XVII e XVIII.
Venne conquistata dai russi nel 1877 nel corso della guerra russo-turca.

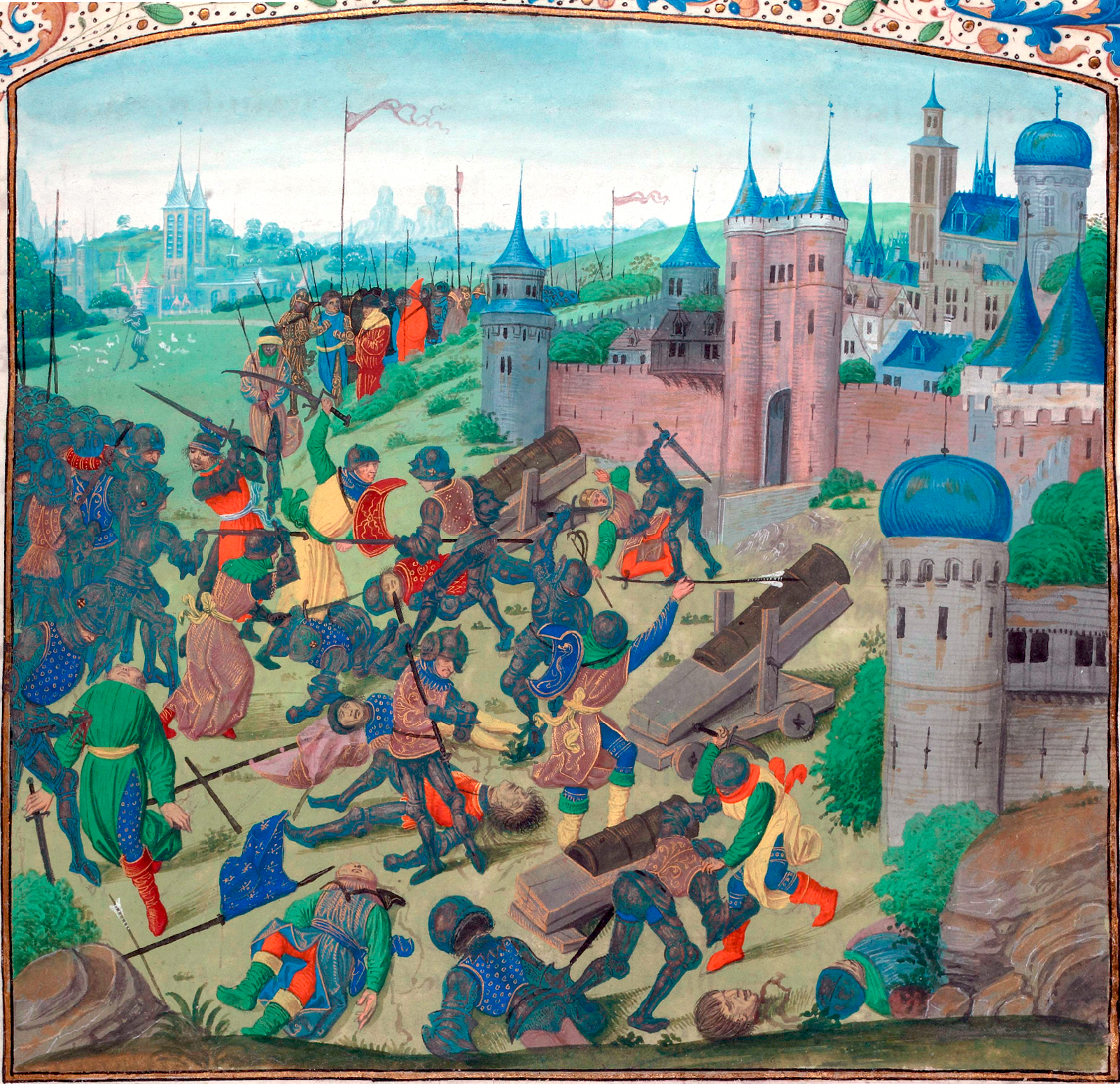
La Battaglia di Nicopoli in un dipinto di un artista dell'Europa occidentale del XV secolo